# 公孙光
公孙光（?—?）。菑川（今山东省寿光市）人，秦朝、西汉之间医学家。生活于公元前3世纪后半期至前2世纪初年。
医术精明，通晓古方，尝将调理阴阳及脉法传授门人淳于意。西汉名医淳于意（仓公）以他为师。除把本人经验传授给淳于意外，又把淳于意推荐给杨中倩及公乘阳庆当学生。